# 安那托利·托多洛夫
安那托利·托多洛夫（1985年4月24日－）保加利亚足球运动员，司职中场，现效力保加利亚足球乙级联赛布里斯特尼克足球俱乐部。因足球经理游戏的缘故，托多洛夫在中国大陆游戏玩家中知名度较高，被昵称为“土豆”。

## 职业生涯
托多洛夫在索菲亚九月俱乐部开始足球训练，因其进球能力被视作同龄人中的佼佼者。保加利亚足坛近年来崛起的利特克斯足球俱乐部很快注意到了年仅17岁的托多洛夫，并以200000德国马克的转会费将其购入。在2002年6月18日，利特克斯与阿根廷独立足球俱乐部在意大利的训练营进行比赛，托多洛夫攻入身着利特克斯橙色球衣的第一球，帮助球队4-1取胜。就在当年，托多洛夫被租借到保加利亚足球乙级联赛普列文队锻炼，获取比赛经验，他总共在普列文队效力了一个半赛季。2003年2月23日，托多洛夫在保加利亚足球甲级联赛代表利特克斯首次出场，以3-0击败多布罗加队。在利特克斯，托多洛夫多以替补身份登场，值得一提的是，在与马历克队的保加利亚杯赛中打入一球，在杯赛八强战两回合比赛中打入五球。2004年托多洛夫随利特克斯队一起获得保加利亚杯冠军，但球队新帅斯托伊乔·姆拉德诺夫并不看好他，将其租借到维迪马-拉科夫斯基队。2006年8月12日，托多洛夫转会罗多彼-斯莫利扬队，签约三年，身披17号球衣，随后逐渐成长为球队主力，一度曾担任队长。2008年2月11日，托多洛夫来到普罗夫迪夫火车头队，后因未获稳定主力位置与主教练阿扬·萨达科夫产生矛盾，球队随后宣布经“双方协商一致”与托多洛夫解除合同。2009年8月30日，托多洛夫应邀来到梅兹德拉火车头队试训，一周后获球队认可，与其正式签约。

## 荣誉

### 利特克斯
- 保加利亚足球甲级联赛亚军：2002年
  - 保加利亚足球甲级联赛第三名(两次): 2003年、2006年
- 保加利亚杯冠军：2004年